# 永胜红石崖大地震“天坑”遗址
永胜红石崖大地震“天坑”遗址，是一个位于中国云南省丽江市永胜县的国家级典型地震遗址。该遗址位于永胜城关坝西北部红石崖，地处西关山与芮官山之间，包括天坑、槽谷、崩塌、滑坡、裂缝、断层、水系断错等古地震地貌和历史地震遗迹，具有科学研究和旅游开发价值。
红石崖“天坑”遗址是1515年北胜地震的地质断层遗址，遗址形似马蹄，由上部开口深200余米的坑和一个深约300米的狭窄山谷复合而成，总深度约500米。

## 地质背景
红石崖“天坑”遗址所在的永胜县处于欧亚板块和印度洋板块交界处，位于青藏高原与横断山脉的结合部，居于云南省西北部，属金沙江东北岸，境内山峦起伏，沟壑纵横，两山对峙，一江环绕。县城永北镇海拔2140米，年平均气温14.7℃，年降雨量837.9毫米。
丽江地区位于特提斯一喜马拉雅构造域弧形构造的转折部位，以金沙江断裂和丽江一安顺场断裂为界，该区由西到东分别属于三江褶皱系、松潘一甘孜褶皱系和扬子准地台。丽江地区受青藏高原大幅度隆升的影响开始整体掀斜，同时中甸—永胜断裂、红河断裂等北西向断裂为右旋错动。1515年北胜地震发震的中甸—永胜断裂具有较强的活动性，沿断裂带地震活动频繁，自1890年共记录到震级大于等于4级地震20余次，断层活动以右旋走滑为主。

## 遗址历史
明正德六年农历五月六日（公历1511年6月11日），北胜州西北侧发生了震级8级的强烈地震，震中烈度达中国地震烈度表X(10)度。明朝万历《云南通志》卷十七记载称：“北胜州，正德六年五月六日地大震，城倾西北，民居圮者千五百余家。”清朝乾隆《永北府志》卷二十四则写道，“正德六年五月初六日，地震，城倾西北，民房倒塌千五百余间；近屯西山下，田陷成湖者百余顷。”乾隆《永北府志》卷五又载：“西山草海，在近屯西山下，明初原系军民田地，正德六年，地震累月，遂成为湖。”
地震造成永北镇北部的胜利、中和、兴营等村境内受到严重破坏，方圆9平方公里，波及范围达100公里。是次地震致使逾20平方公里的盆地陷沉，地势向西下降20米左右。地震导致西关山与芮官山间的鞍部山岭撕裂，形成了红石崖“天坑”遗址。
2005年，中国地震局批准将永胜红石崖大地震“天坑”遗址设立为国家级典型地震遗址。中国地震局在批复中指出，“永胜红石崖国家级地震遗址，包括天坑、槽谷、崩塌、滑坡、裂缝、断层、水系断错等古地震地貌和历史地震遗迹，是宝贵的自然遗产和科普宣传教育场所，具有极高的科学研究和旅游开发价值”。

## 环境地貌
西关山与芮官山间的鞍部山岭因震撕裂，形成一个巨大天坑和深约500米、长达9公里的大裂谷。该裂谷平面直径长轴方向约2公里，短轴方向约1公里，由一个上部开口深200余米的坑穴和一个深约300米的狭窄山谷复合组成，总深度约500米。“天坑”两侧崖壁颜色有所区别，北侧崖壁为红色，南侧崖壁为青色。因此民间分别将其称为红石崖和青石崖。